# Метоксифлуран
Метоксифлура́н (лат. methoxyfluranum) — лекарственное средство, ранее использовавшееся в качестве ингаляционного анестетика. В настоящее время в качестве самостоятельного наркозного средства не применяется из-за сильного токсического воздействия на почки.
При необходимости может применяться в качестве анальгетика вместе с закисью азота для достижения относительно лёгкого уровня анестезии, совместно с миорелаксантами с целью получения необходимой степени мышечной релаксации. В связи с этим в классификаторе АТХ метоксифлуран был выведен из разряда общих анестетиков и включён в группу анальгетиков под кодом N02BG09.

## Общая информация
Метоксифлуран является мощным наркотическим средством, более активным, чем фторотан и эфир.
В связи с медленным наступлением эффекта и продолжительной стадией возбуждения метоксифлуран применяют преимущественно не для самостоятельного наркоза, а в сочетании с закисью азота, барбитуратами, мышечными релаксантами. Обычно начинают с вводного наркоза барбитуратом, затем для поддержания наркоза применяют смесь, содержащую 0,5—1 об. % метоксифлурана в сочетании с закисью азота и кислородом (1:1).
Метоксифлуран вызывает длительную анальгезию, сохраняющуюся после восстановления сознания. Препарат повышает чувствительность миокарда к катехоламинам, но в меньшей степени, чем циклопропан, фторотан.
Побочные эффекты метоксифлурана в основном сходны с таковыми фторотана. В отличие от последнего метоксифлуран не вызывает релаксации мускулатуры матки и мало влияет на сокращения матки при родах. В связи с этим, а также с учётом анальгезирующей активности метоксифлуран находит применение в акушерской практике (относительно низкие его концентрации). Его можно применять через аналгизеры.
Следует учитывать, что метоксифлуран может отрицательно влиять на функцию почек: уменьшает почечный кровоток, клубочковую фильтрацию, мочеотделение. Поэтому его относительно редко применяют для длительного наркоза.
Кроме фторотана и метосифлурана, в качестве средств для наркоза применяются близкие к ним по химическому строению фторированные углеводороды: энфлуран, изофлуран и другие.
Противопоказания такие же, как для фторотана (за исключением связанных с расслабляющим влиянием фторотана на мускулатуру матки).

## Фармакологические свойства
- Метоксифлуран — синтетический препарат, являющийся по химической структуре галогенированных эфиром, который изначально применялся как средство для ингаляционного наркоза, а на данный момент относится к группе ненаркотических анальгетиков.
- Точный механизм действия метоксифлурана не установлен, современные теории объясняют механизм действия препарата в механизмах синаптической передачи, внутриклеточного обмена веществ, состоянии конформации биохимических рецепторов и проводимости ионных каналов.
- Является единственным жидким ингаляционным анестетиком, который приводит в стандартном дозировании к возникновению глубокой анальгезии без возникновения сонливости и угнетение сознания.
- Не очень хорошо растворяется в воде, но хорошо растворяется в органических растворителях (ацетон, эфиры, этанол, хлороформ), хорошо растворяется в жирах и обладает способностью накапливаться в жировой ткани.
- Имеет низкую летучесть, поэтому для обеспечения необходимой концентрации препарата в смеси, вдыхается пациентом, он применяется исключительно со специальными ингаляторами.
- Относительно медленно выводится из центральной нервной системы в связи с тем, что он хорошо растворяется в липидах, и создаёт своеобразное депо в жировой ткани, что вызывает увеличение продолжительности обезболивающего эффекта.
- Хотя метоксифлуран повышает чувствительность миокарда к адреналину и норадреналина, он обладает антиаритмическим действием. При применении метоксифлурана снижается частота дыхания, может сопровождаться гиперкапнией. Изредка    Регистрируются случаи нефропатии, чаще при передозировке препарата, существует вероятность увеличения нефротоксичности метоксифлурана при применении его вместе с другими нефротоксичными препаратами (гентамицин, канамицин, колистин и другие полимиксины, амфотерицин В). Наиболее широко применяется в качестве ингаляционного анальгетик в Австралии и Новой Зеландии, в том числе на догоспитальном этапе, в Вооружённых силах, а также для оказания неотложной помощи детям.[1]

## Фармакокинетика
Метоксифлуран быстро всасывается при ингаляционном применении, начало обезболивающего эффекта наблюдается через 3-5 минут после ингаляции препарата. Препарат быстро всасывается в кровь благодаря высокому градиенту концентрации между альвеолами, артериальной кровью и хорошо васкуляризованными тканями, что также приводит к быстрому началу обезболивающего действия препарата. После всасывания в кровь, препарат накапливается в жировых тканях, из которых высвобождается в кровь и ткани. Метоксифлуран хорошо проникает через гематоэнцефалический барьер. В отличие от других ингаляционных средств для наркоза, большая часть метоксифлурана метаболизируется в печени с образованием неактивных метаболитов, в том числе неорганических фторидов, концентрация которых в крови нарастает быстрее у людей с ожирением и у больных пожилого возраста. Выводится препарат из организма частично с мочой в виде метаболитов (до 30% препарата), 20% метоксифлурана выводится с воздухом, выдыхаемым воздухом. Согласно клинических исследований, средняя продолжительность действия метоксифлурана после прекращения ингаляции составляет 59 минут, средняя общая продолжительность действия — 87 минут; самый длинный время продолжительности действия препарата — 165 минут после прекращения введения препарата и 285 минут общей продолжительности действия 

## Показания к применению
Метоксифлуран изначально применялся как средство для ингаляционного наркоза, но, в связи с медленным развитием наркотического эффекта и вероятностью нефротоксичности и гепатотоксичности, в данный момент метоксифлуран применяется как обезболивающий препарат. Может применяться для обезболивания пациентов с травмами, для пациентов с кишечной коликой, для обезболивания при транспортировке больных, для обезболивания во время обработки ран, для обезболивания при эндоскопических обследованиях (фиброгастродуоденоскопия, колоноскопия), коронарографии, онкологических заболеваниях, а также для использования для обезболивания в условиях катастроф или стихийных бедствий, и для самостоятельного обезболивания военнослужащих во время боевых действий. 

## Побочное действие
Наиболее частыми побочными эффектами, которые наблюдаются при применении метоксифлурана с частотой от 1 до 10%, являются тошнота, рвота, кашель, головокружение, сонливость, головная боль, амнезия, повышенная чувствительность к запахам, лихорадка, полиурия. Значительно реже (0,01-0,1%) наблюдаются повышение температуры тела и нарушение функции печени. Крайне редко (менее 0,01%) наблюдаются ларингоспазм или бронхоспазм, угнетение дыхания, артериальная гипотензия, брадикардия, повышение уровня фтора в крови, повышение уровня мочевины и креатинина в крови. Крайне редко, при передозировке препарата, может наблюдаться появление почечной недостаточности. Изредка также могут наблюдаться аллергические реакции в виде гиперемии кожи, крапивницы и отека Квинке.

## Противопоказания
Метоксифлуран противопоказан при повышенной чувствительности к препарату или других фторированных анестетиков, тахиаритмии, спазмофилии, частоте дыхания менее 10 в минуту, повышении МНО выше 4, выраженной гипертермии, при данных о заболеваниях печени и почек в анамнезе, почечной или печеночной недостаточности, беременности и кормлении грудью при одновременном применении бензодиазепинов или наркотических анальгетиков, или нефротоксических препаратов, пациентам без сознания, повышении внутричерепного давления.